# Heteronympha sterope
Heteronympha sterope är en fjärilsart som beskrevs av Waterhouse 1937. Heteronympha sterope ingår i släktet Heteronympha och familjen praktfjärilar. Inga underarter finns listade i Catalogue of Life.